# Resolució 423 del Consell de Seguretat de les Nacions Unides
La Resolució 423 del Consell de Seguretat de les Nacions Unides, fou aprovada el 14 de març de 1978, després de recordar les seves resolucions sobre República de Rhodèsia, en especial la resolució 415 (1977), el Consell va condemnar els intents del "règim racista il·legal" a Rhodèsia del Sud per conservar el poder i prevenir la independència de Zimbabwe. També va criticar les execucions al país de presos polítics i accions contra països veïns.
El Consell va declarar que qualsevol acord de manteniment del règim intern pel règim a Rhodèsia meridional seria il·legal i va demanar a altres estats membres que no ho reconeguessin. També va demanar al "règim il·legal" transferir el poder i celebrar eleccions lliures i justes, que exigien al Govern del Regne Unit que adoptés totes les mesures necessàries per posar fi al règim.
A continuació, la resolució va demanar a totes les parts interessades que iniciessin negociacions per aconseguir una descolonització veritable del territori. Finalment, la Resolució 423 va demanar al Secretari General de les Nacions Unides que vigilés la situació i informés a tot tardar el 15 d'abril de 1978.
La resolució va ser aprovada per deu vots contra cap; Canadà, França, Alemanya Occidental, Regne Unit i Estats Units es van abstenir.